# 浅井千華子
浅井千華子（あさい ちかこ、1971年9月19日 -）は、関西を中心に活躍するタレント。元松竹芸能所属。現在はフリー。血液型B型。兵庫教育大学卒業。兵庫県明石市出身。テレビ朝日の本部純ゼネラルプロデューサーは従兄弟。

## 出演

### ラジオ
- 現在
- 「川浪ナミヲの情報アサイチ！」（ラジオ関西、金曜5:50 - 9:00 ）

- 過去
- 「ラジ関モーニング 三上公也です」（ラジオ関西 ）
- 「岩崎和夫の情報アサイチ！」（ラジオ関西、金曜5:50 - 9:00 ）

### DVD
- 『マイナス7歳の極上笑顔を手に入れる 表情筋トレーニング』ゴマブックス 2015年